# Pavica Mrazović
Pavica Mrazović (rođena Karlavaris) bila je jugoslovenska filološkinja i naučnica u oblasti germanistike. 
Predavala je na Katedri za nemački jezik i književnost na Filozofskom fakultetu Univerziteta u Novom Sadu. 1987. godine uručena joj je Zlatna Geteova medalja, a 1992. godine postala je i laureat Ordena za zasluge Savezne Republike Nemačke. 2019. godine, jedna ulica u Novom Sadu nazvana je po njoj. 

## Biografija
Pavica Mrazović rođena je 29. juna 1923. godine u banatskom selu Perlez. Njen otac Ivan bio je poreklom iz mesta Kastav u blizini Rijeke, gde je radio kao školski učitelj. 1919. godine, Ivan se seli u Perlez, gde dobija nameštenje kao učitelj i upravitelj škole. Ubrzo se ženi Evom Fischer sa kojom dobija troje dece. Pavičin mlađi brat Bogomil Karlavaris rođen je 1924. godine i bio je istaknuti akademski slikar. 
Sa deset godina, Pavica odlazi u Novi Sad gde upisuje gimnaziju i gde potom završava i Učiteljsku školu. 
1944. godine udaje se za Milana Mrazovića, sa kojim dobija troje dece. 
Do 1961. godine radila je u nekoliko seoskih i novosadskih škola, usput se školujući kao vanredni student. Diplomirala je 1960. godine na Katedri za nemački jezik, koja je na Filozofskom fakultetu u Novom Sadu bila otvorena tek nekoliko godina ranije, 1954. Od 1961. radi u toj ustanovi i započinje svoje akademske aktivnosti. Doktorirala je 1972. godine, a 1978. godine postala vandredni profesor. Zvanje redovnog profesora dobila je 1982. godine, a penzionisala se 1985. godine. 
I nakon odlaska u penziju nastavlja da radi kao univerzitetski predavač. Od 1992. do 1999. bila je gostujući profesor na Institutu za germanistiku Univerziteta "Jožef Atila" u Segedinu u Mađarskoj. 
Umrla je 2003. godine u Novom Sadu. 

## Kontrastivna gramatika nemačkog i srpskog jezika
Jedna od njenih najdužih i najproduktivnijih akademskih saradnji bila je sa Lajbnic institutom za nemački jezik u Manhajmu i tadašnjim direktorom te ustanove, Urlihom Engelom. Rezultat te saradnje je i prva Kontrastivna gramatika nemačkog i srpskohrvatskog jezika, o čijoj je izradi 1978. godine sklopljen sporazum između Instituta za nemački jezik iz Manhajma i Univerziteta u Novom Sadu. U projektu je učestvovalo i preko 20 germanista i slavista sa šest univerziteta na prostoru bivše Jugoslavije. 
Nakon izdavanja Kontrastivne gramatike, Pavica je u koautorstvu sa Zorom Vukadinović izdala Gramatiku srpskohrvatskog jezika za strance, koja je nastala na osnovu rezultat kontrastivnog projekta. 

## Monografija
Povodom sto godina od Pavičinog rođenja, 2022. godine objavljena je knjiga o njenom životu i delu pod nazivom „Pavica Mrazović: žena, majka i naučnica”.
Iste godine u njenom rodnom selu otvorena je biblioteka koja je nazvana po njoj. 

## Radovi
Prema navodima Đorđa Tomića, urednika Pavičine monografije, katalogu Narodne biblioteke Srbije nalazi se više od 200 naslova povezanih sa njenim imenom. Popis njenih naučnih radova sastavila je grupa Pavičinih kolega iz Segedina, a on se u celosti nalazi u prilogu monografije koju je uredio Đorđe Tomić. 
Neka od njenih najznačajnih dela su studija u koautorstvu sa V. Tojbertom pod nazivom Valenzen im Kontrast (1988), knjiga Die semanto-syntaktische Valenz der starken Verben (1985.) napisana u koautorstvu sa A. Mikićem, kao i Lexikologie der deutschen Sprache (1983, 1997), u koautorstvu sa S. Czichozki. 
Prof. dr Tomislav Bekić iz njenog opusa posebno izdvaja Nemačko-srpskohrvatski frazeološki rečnik (1981, 1990), za koji navodi da je "kapitalno ostvarenje ne samo naše germanistike nego i naše filologije uopšte". 